# 大鼻副牙脂鯉
大鼻副牙脂鯉（学名：Parodon nasus）為輻鰭魚綱脂鯉目脂鯉亞目下口半脂鯉科的其中一個種，分布於南美洲拉普拉他河流域，體長可達12.7公分，棲息在河川中底層水域，生活習性不明。